# 김종아
김종아(1969년 3월 1일 ~)는 대한민국 배우이다.

## 출연
- 제 1회 신예 영화감독 6인과 스크린 잡지주최 영화배우 공모전에서 발탁
- 1988년 정지영 감독《산배암》
- 1989년 김청기 감독《제3세대 우뢰매 6》- 데일리 역
- 1989년 곽지균 감독《상처》

- 1989년 MBC 19기 공채 탤런트
- 1990~ MBC드라마 '인현왕후베스트셀러극장'여명의 눈동자'전원일기까치며느리' 외
- CF : 한국화장품,랜드로바,대선주조,탑시크리트,한양아파트,조선명주 등 각종 웨딩화보
- 제1회 미스 드봉선발대회 '미스챠밍상'수상